# 穆特萨一世
穆特萨一世穆卡布亚·瓦卢格姆贝·凯伊拉（Muteesa I Mukaabya Walugembe Kayiira）（1838年—1884年10月） 非洲布干达王国第30代国王（1856-1884）。他在位期间为布干达历史上的关键时期，刚刚开始同阿拉伯人和欧洲人进行广泛的接触。人们认为穆特萨既是残酷的暴君，也是精明的政治家。他即位之初的6年，地位极为不稳固，流血事件频频发生。但是他很快就把王国的秩序巩固下来，使之成为一个由官僚治理的专制国家。他一方面限制僧侣和部落头人的权势，一方面选贤任能，并改组军队系统，扩充维多利亚湖上独木战船的船队。在他统治期间，布干达的财富主要来自对邻国的劫掠，他把历次出征掠夺来的或者由邻国纳贡送来的奴隶和象牙卖给阿拉伯人，以换取枪炮和棉布。他显然受过伊斯兰教的影响，所以在1867—1877年过斋月。他极力利用欧洲势力消除来自北方的埃及的威胁，因而于1877年欢迎基督教传教士前来进行传教活动。

## 家族
穆特萨一世据报道有85个妻子。
据报道，他生了九十六个孩子，其中包括:
- 姆旺加二世，1884年到1888年和1889年到1897年在位，他的母亲是Naabakyaala Abisaagi Baagal'ayaze。
- 卡巴卡·基韦瓦·恩永因托诺（英语：Kiweewa of Buganda）（Kabaka Kiweewa Nnyonyintono）, 1888年9月11日至1888年10月21日在位，他的母亲是Kiribakka.
- 卡巴卡·卡莱马一世·穆古卢马（英语：Kalema of Buganda）（Kabaka Kalema I Muguluma）, 1888年10月21日至1889年10月5日在位，他的母亲是Ndibuwakanyi.

穆特萨一世后代详细的列表:

## 演替表
| 前任： 苏纳二世卡莱马 （Suuna II Kalema） | 布干达国王 1856 - 1884 | 繼任： 姆旺加二世巴萨穆拉·埃克雷 （Mwanga II Basammula Ekkere） |